# Seil (île)
Pour l’article homonyme, voir Seil (cours d'eau).
Seil est une île du Royaume-Uni située à l'ouest d'Argyll en Écosse dont elle est séparée par un détroit, le Flotta Clachan Sound sur lequel s'élève le Clachan Bridge. 
L'île de Seil fait partie de l'archipel des îles Slate.
Au sud, un autre détroit le Cuan Sound, la sépare de l'île de Luing.

## Lien externe

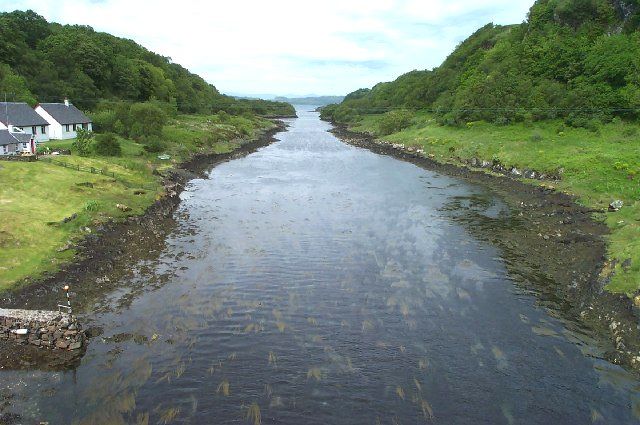
Vue vers le nord, depuis le Clachan Bridge. L'ile de Seil est à gauche.

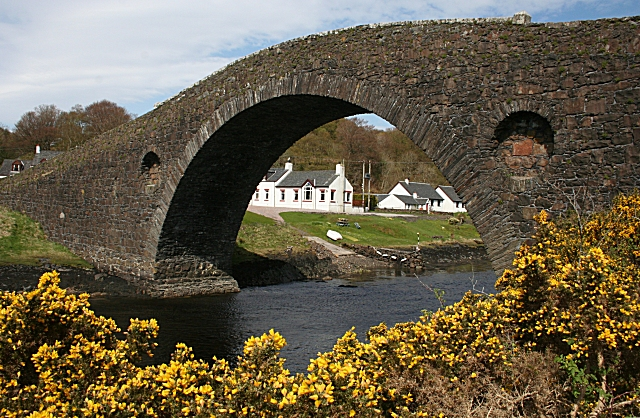
Le Clachan Bridge et les maisons situées sur l'île de Seil.